# José Moreno Gans
José o Josep Moreno y Gans (Algemesí, 12 de agosto de 1897 – Mugía, La Coruña, 28 de agosto de 1976), compositor español, considerado uno de los mejores compositores valencianos de la Generación del 27.

## Biografía
Comenzó estudios de música en Algemesí, para continuarlos en 1918 en el Conservatorio de Madrid, donde aprendió armonía y composición con Conrado del Campo. Obtuvo el Premio nacional de Música de España en 1928 y 1943. La Real Academia de Bellas Artes de San Fernando lo becó en 1933 para ampliar estudios en el extranjero, lo que aprovechó para formarse en Viena, Berlín y París; en este período conoció a Maurice Ravel, Paul Hindemith, Ottorino Respighi, Alfredo Casella y Pau Casals. En 1963 recibió un subsidio de la Fundación Juan March para componer un Tríptico sinfónico navideño sobre temas gregorianos. A comienzos de los años 70 trabajaba en Radio Madrid.
Su contribución fue decisiva para fundar la Orquesta Municipal de Valencia en 1943.
Formó parte de la Banda Sinfónica Santa Cecília de la Societat Musical d'Algemesí. En la actualidad (2006), el Auditorio y Escuela de Música de la Societat Musical d'Algemesí  y el Quartet Moreno Gans  llevan su nombre.

## Obras
(Las fechas que se ofrecen para las obras pueden corresponder a la composición o, en su defecto, a la publicación)
- Arreglo en 1975 de la música de la Muixeranga de Algemesí a partir de las melodías tradicionales para dulzaina .
- Concierto para piano y orquesta
- Concierto para violonchelo y orquesta[2]
- Las Manolas de Chamberí, para banda
- El órgano quedó mudo, poema sinfònico para orquesta
- Pinceladas goyescas (1928), para orquesta Premio Nacional de Música. El autor la transcribió posteriormente para banda (Comprende: Las mozas del cántaro, El entierro de la sardina, La Romería de San Isidro)
- Preludio y danza en Mi menor (1953), para orquesta. Transcrito para banda
- Sinfonía de estampas levantinas, para orquesta
- Sinfonía en Do mayor
- Sinfonía Esopo (1972)
- Sinfonía para orquesta de cámara (1953)
- Suite en Si menor, para orquesta de cuerda
- Suite simfónica
- Tríptico sobre cantos gregorianos (1963)

### Canciones
- Castro Urdiales (1952), para cuatro voces mixtas
- Desdén
- Es de noche (ca. 1934), con versiones para soprano y cuarteto de cuerda y para gran orquesta.
- Floreta de los campos
- Mi ira, poesía de Rafael Alberti
- Quintanar de la Sierra, poesía de Rafael Alberti
- Teño o corazon perdido (1961), sobre una poesía en gallego de Alfonso Alcaraz del Río
- Tres canciones de mar, para voz y piano. Comprende Neguit, Tiempo de eternidad y Romanza sin letra
- Valencia (entre 1931 y 1939), letra de Luis de Tapia Romero
- Vora el barranc dels Algadins (1952), para cuatro voces mixtas, adaptación de la música de la Muixeranga de Algemesí al poema de Teodor Llorente

### Para instrumentos sueltos
- Alcireña: danza valenciana (<1935), para piano
- Algemesinense: danza valenciana (1944), para piano
- Gavota en Si menor (1945), para piano
- Homenaje a Albéniz: suite para piano (1962)
- Invención número 1 (1963), per a arpa
- Melodía número 1 para violín y piano en Si menor
- Melodía número 2 para violín y piano en Mi b major
- Melodía número 3 para guitarra (1969)
- Melodía número 4 para arpa (1969)
- Nocturno (1969), para arpa
- Nocturno número 2, para arpa
- Pastoral (1951), para piano
- Preludio y danza (1932), para piano[3]
- Cuarteto número 2 para instrumentos de cuerda
- Cuarteto número 6 para violín, viola, violoncelo y piano
- Seguidillas en rondó, para guitarra (1969)
- Sonata en Do mayor (<1951), para piano
- Sonata en Fa sostenido menor (1943), para violín y piano, Premio Nacional de Música
- Sonata número 3 (1978, estrenada pòstumament), para piano
- Sonata para arpa en Si menor (1974)
- Trío para flauta, violonchelo y piano
- Zapateado: homenaje a Pablo Sarasate (1951), para violín y piano

### Obras de José Moreno
- José Moreno Gans; Eduardo Arnau, estudio, notas críticas, revisión, transcripción José Moreno Gans (1897-1976). Trio para flauta, violonchelo y piano Castelló: Conservatori Superior de Música de Castelló, 2004
- José Moreno Gans; José Climent, revisión y corrección Pinceladas goyescas València: Diputació-Ed. Piles, 1997. Partitures per a banda simfònica
- Cabanilles; Moreno Gans, adap. Tres piezas para pequeña orquesta Madrid: Moreno Gans, 1964. Comprèn Tiento 56, de primer tono, Tiento 66, sexto tono, de falsas i Gallardas I, primer tono
- Josep Moreno Gans, Vicent Vivó La carta: Espésie d'entremés u entremesos, en un acte, orichinal i en prosa Valencia: Marco Hnos., 1918. Publicat a la col·lecció El cuento del diumenche números 242, 243 i 245

### Obras sobre José Moreno
- Eduardo Arnau Vida i obra de José Mreno Gans (1897-1976) Ajuntament Algemesí, 2010
- Eduardo Arnau José Moreno Gans (1897-1976) Tavernes de la Valldigna: Eduardo Arnau, 2004. 2 volums
- Eduardo Arnau Grau Estética y creatividad en la obra de José Moreno Gans, publicat a la revista Archivo de arte valenciano núm. 85 (2004)
- Eduardo Arnau Grau José Moreno Gans en la música española València: Universitat de València, 2003. CD-ROM amb la tesi doctoral de l'autor
- Eduardo Arnau José Moreno Gans en la música española (1897-1976) publicat a Nasarre. Revista aragonesa de musicología Vol. 19, núm. 1 (2003)

## Grabaciones
- CD Marionetas  Quartet Moreno Gans: Eduard Arnau i Amparo Vidal (violins), Francesc Gaya (viola), Raquel Lacruz (cello), Victoriano Goterris (piano). València: Cambrarecords, 2010
- CD La música de cámara de José Moreno Gans  Quartet Moreno Gans: Eduard Arnau i Amparo Vidal (violins), Francesc Gaya (viola), Raquel Lacruz (chelo), Victoriano Goterris (piano). València: Cambrarecords, 2007